# Sillon bicipital latéral
Le sillon bicipital latéral (ou gouttière bicipitale externe ou sillon bicipital externe ou sillon bicipital radial) est une dépression linéaire de la face latérale du bras qui part du pli du coude oblique en haut et en externe.
Il est formé par le muscle biceps brachial en avant et le muscle brachial et brachio-radial en dehors.
Il forme, avec le sillon bicipital médial moins marqué, un V ouvert en haut.
Dans ce sillon cheminent l'artère profonde du bras, l'artère collatérale radiale, l'artère récurrente radiale, le nerf radial et la veine médiane céphalique.